# 克勞斯·托爾克斯多夫
克勞斯·托爾克斯多夫（1948年11月14日—）為德國法學家，前德国联邦最高法院院長，及前南斯拉夫问题国际刑事法庭訴訟代理人。
克勞斯·托爾克斯多夫出生于盖尔森基兴。1967年6月之後他成为了北莱茵-威斯特法伦州的一名警察。1969年至1974年间在波恩大学学习法律。之后，他又在科隆高等地区法院实习。